# Mandjelia commoni
Mandjelia commoni là một loài nhện trong họ Barychelidae. Loài này phân bố ờ Queensland.